# Moma alpium
Moma alpium é uma espécie de insetos lepidópteros, mais especificamente de traças, pertencente à família Noctuidae.
A autoridade científica da espécie é Osbeck, tendo sido descrita no ano de 1778.
Trata-se de uma espécie presente no território português.